# (38154) 1999 JU68
1999 JU68 (asteroide 38154) é um asteroide da cintura principal. Possui uma excentricidade de 0.06976690 e uma inclinação de 5.46096º.
Este asteroide foi descoberto no dia 12 de maio de 1999 por LINEAR em Socorro.